# Djulica
Djulica (bułg. Дюлица) – wieś w Bułgarii, w obwodzie Kyrdżali, w gminie Kirkowo. Według danych szacunkowych Ujednoliconego Systemu Ewidencji Ludności oraz Usług Administracyjnych dla Ludności, 15 czerwca 2020 roku miejscowość liczyła 359 mieszkańców.

## Osoby związane z miejscowością

### Urodzeni
- Mjumjun Tachir (Mümün Tahir) (1957) – bułgarski pisarz, dziennikarz
- Orlin Zagorow (1936) – bułgarski filozof